# Glee: The Music, The Graduation Album
Glee: The Music, The Graduation Album é um álbum de trilha sonora feito pelo elenco da série musical Americana Glee, exibida pelo canal FOX. O álbum mostra covers feitos pelo elenco no último episódio da terceira temporada, e foi lançado pela Columbia Records em 15 de maio de 2012.

## Antecedentes
O episódio "Goodbye", 22° episódio da 3ª temporada, foi lançado no dia 22 de maio de 2012. O episódio marca a formatura da turma de 2012, no caso, a formatura de Finn, Mercedes, Santana, Rachel, Puck, Quinn, Mike e Kurt. Nele, os não-formandos (no caso, o restante do Novas Direções) cantam canções de despedidas para os garotos, e vice-versa. O episódio, também mostra a ida de Rachel para Nova York. Ela acaba indo sozinha após descobrir que ela e Finn não se casariam mais, querendo adiar um ano a entrada na faculdade de NYADA, para ficar com ele e Kurt, em Ohio.

## Seasons of Love (versão não lançada)
Uma unreleased de Seasons of Love, regravada no EP The Quarterback, foi vazada na web no dia 13 de janeiro de 2014, dando a crer que a canção faria parte do álbum. Nela, ouvimos todos os formandos performando-a em uma cena nunca escrita do episódio junto com o Novas Direções. Nunca foi revelado o porque da canção ter sido descartada.

## Faixas
| N.º            | Título | Compositor(es)                                                        | Artista original       | Duração |  |
| 1.             | "We Are Young" (Lea Michele, Cory Monteith, Amber Riley, Naya Rivera, Chord Overstreet e Dianna Agron)      | Jack Antonoff, Jeffrey Bhasker, Andrew Dost, Nate Ruess               | Fun. com Janelle Monáe | 4:09    |  |
| 2.             | "The Edge of Glory" (Amber Riley, Naya Rivera, Dianna Agron e Jenna Ushkowitz)                              | Stefani Germanotta, Fernando Garibay, Paul Blair                      | Lady Gaga              | 4:22    |  |
| 3.             | "I Won't Give Up" (Lea Michele)                                                                             | Jason Mraz e Michael Natter                                           | Jason Mraz             | 4:01    |  |
| 4.             | "We Are the Champions" (Cory Monteith, Lea Michele, Naya Rivera, Mark Salling, Chris Colfer e Dianna Agron) | Freddie Mercury                                                       | Queen                  | 3:12    |  |
| 5.             | "School's Out" (Mark Salling)                                                                               | Alice Cooper, Michael Bruce, Glen Buxton, Dennis Dunaway e Neal Smith | Alice Cooper           | 3:22    |  |
| 6.             | "I Was Here" (Lea Michele)                                                                                  | Diane Warren                                                          | Beyoncé                | 3:58    |  |
| 7.             | "I'll Remember" (Chris Colfer)                                                                              | Madonna, Patrick Leonard e Richard Page                               | Madonna                | 4:13    |  |
| 8.             | "You Get What You Give" (Cory Monteith, Mark Salling, Chord Overstreet, Amber Riley e Lea Michele)          | Gregg Alexander e Rick Nowels                                         | New Radicals           | 4:45    |  |
| 9.             | "Not The End" (Cory Monteith)                                                                               | Chuck Butler, Luke Brown                                              | The So Manys           | 3:29    |  |
| 10.            | "Roots Before Breanches" (Lea Michele e Cory Monteith)                                                      | Adam Anders, Nikki Anders                                             | Room for Two           | 4:20    |  |
| 11.            | "Glory Days" (Mark Salling e Cory Monteith)                                                                 | Bruce Springsteen                                                     | Bruce Springsteen      | 3:32    |  |
| 12.            | "Forever Young" (Matthew Morrison)                                                                          | Jim Cregan, Kevin Savigar, Bob Dylan e Rod Stewart                    | Rod Stewart            | 3:54    |  |
| 13.            | "Good Riddance (Time of Your Life)" (Darren Criss e Cory Monteith)                                          | Billie Joe Armstrong e Green Day                                      | Green Day              | 2:31    |  |
| Duração total: | Duração total:                                                                                              | Duração total:                                                        | Duração total:         | 49:54   |  |

| Faixas não lançadas | |                 |                  |         |  |
| N.º                 | Título | Compositor(es)  | Artista original | Duração |  |
| 14.                 | "Seasons of Love" (Cory Monteith, Lea Michele, Naya Rivera, Mark Salling, Amber Riley, Chris Colfer, Dianna Agron e Heather Morris) | Jonathan Larson | Elenco de RENT   | 2:51    |  |
| Duração total:      | Duração total: | Duração total:  | Duração total:   | 52:05   |  |

## Solos Vocais
- Lea Michele (Rachel) - "We Are Young", "I Won't Give Up", "We Are The Champions", "I Was Here", "Roots Before Branches" e "Seasons of Love"
- Cory Monteith (Finn) - "We Are Young", "We Are The Champions", "You Get What You Give", "No The End", "Roots Before Branches", "Glory Days", "Good Riddance (Time Of Your Life)" e "Seasons of Love"
- Chris Colfer (Kurt) - "We Are The Champions", "I'll Remember" e "Seasons of Love"
- Amber Riley (Mercedes) - "We Are Young", "The Edge Of Glory", "You Get What You Give" e "Seasons of Love"
- Jenna Ushkowitz (Tina) - "The Edge Of Glory"
- Dianna Agron (Quinn) - "We Are Young", "The Edge Of Glory", "We Are The Champions" e "Seasons of Love"
- Mark Salling (Puck) - "We Are The Champions", "School's Out", "You Get What You Give", "Glory Days" e "Seasons of Love"
- Naya Rivera (Santana) - "We Are Young", "The Edge Of Glory", "We Are The Champions" e "Seasons of Love"
- Darren Criss (Blaine) - "Good Riddance (Time Of Your Life)"
- Matthew Morrison (Will) - "Forever Young"
- Heather Morris (Brittany) - "Season of Love"
- Chord Overstreet (Sam) - "We Are Young" e "You Get What You Give"